# Уједињени тим на Олимпијским играма
Уједињени тим је било име који је тим спортиста из бившег Совјетског Савеза користио на Зимским олимпијским играма 1992. године одржаним у Албервилу и на Летњим олимпијским играма 1992. одржаним у Барселони. МОК ознака за ове спортисте је била EUN, од француског Équipe Unifiée.
Током одржавања Зимске олимпијаде 1992. године НОК неких од бивших совјетских република није био регистрован код МОК, тако да су ови спортисти учествовали на олимпијади под олимпијском заставом, а не заставом државе из које потичу. Такође на церемониоји доделе медаља овим спортистима је свирана олимпијска химна уместо државне. До времена одржавања Летњих олимпијских игара у Барселони неке од земаља, чији су представници били у Уједињеном тиму, су били примљени у чланство Међународног олимпијског комитета тако да је њима при додели медаља била дизана застава њихове земље и такође им је свирана национална химна, али је Уједињени тим и даље био репрезентован са олимпијском заставом и олимпијском химном.
На Зимским олимпијским играма је у Уједињеном тиму било спортиста из шест бивших совјетских република, док су на Летњим играма учествовали спортисти из свих 12 бивших република.
- Уједињени тим на Зимским олимпијским играма 1992.
- Уједињени тим на Летњим олимпијским играма 1992.

| Земље (бивше Совјетске републике) | НОК код (1994–) |
| --------------------------------- | --------------- |
| Јерменија*                        | ARM             |
| Азербејџан                        | AZE             |
| Белорусија*                       | BLR             |
| Грузија                           | GEO             |
| Казахстан*                        | KAZ             |
| Киргистан                         | KGZ             |
| Молдавија                         | MDA             |
| Русија*                           | RUS             |
| Таџикистан                        | TJK             |
| Туркменистан                      | TKM             |
| Украјина*                         | UKR             |
| Узбекистан*                       | UZB             |

* Државе чланови Уједињеног тима учесници Зимске олимпијаде.

## Медаље
Достигнућа спортиста из Уједињеног тима:
- На играма у Барселони, Уједињени тим је био први по броју освојених медаља укупно 112.

### Освојене медаље на ЛОИ
| Учешће и освојене медаље Уједињеног тима на ЛОИ |                 |        |      |      |        |       |        |        |        |      |
| ЛОИ                                             | Носилац заставе | Учешће | Муш. | Жене | спорт. | Злато | Сребро | Бронза | Укупно | Ранг |
| 1992 Барселона                                  |                 |        |      |      |        | 45    | 38     | 29     | 112    |      |
| Укупно                                          |                 |        |      |      |        | 45    | 38     | 29     | 112    |      |

- Уједињени тим је по броју медаља на Зимским играма у Албервилу био други, иза Немачке, са укупно 23 медаље.

### Освојене медаље на ЗОИ
| Учешће и освојене медаље Уједињеног тима на ЗОИ |                 |        |      |      |        |       |        |        |        |      |
| ЛОИ                                             | Носилац заставе | Учешће | Муш. | Жене | спорт. | Злато | Сребро | Бронза | Укупно | Ранг |
| 1992. Албервил                                  |                 |        |      |      |        | 9     | 6      | 8      | 23     |      |
| Укупно                                          |                 |        |      |      |        | 9     | 6      | 8      | 23     |      |

(МОК ове медаље признаје само као медаље освојене од стране појединаца у Уједињеном тиму, никако као медаље држава учесница.)